# Assassin's Creed Unity
Assassin's Creed Unity este un joc video open-world de acțiune-aventură, dezvoltat de Ubisoft Montreal și publicat de Ubisoft. A fost lansat în noiembrie 2014 pentru platformele Microsoft Windows, PlayStation 4 și Xbox One. Este al optulea titlu din ramura principală a seriei Assassin's Creed și succesorul jocului din 2013, Assassin's Creed IV: Black Flag. Are legături și cu Assassin's Creed Rogue, lansat pentru consolele generației anterioare (PlayStation 3 și Xbox 360) la aceeași dată.
Acțiunea poveștii are loc într-o istorie ficțională a evenimentelor din viața reală și urmărește bătălia dintre Asasini, care luptă pentru pace prin libertate, și Templieri, care doresc pace prin control. Acțiunea are loc la Paris, în timpul Revoluției Franceze, iar povestea îl urmărește pe Arno Dorian în încercările sale de a descoperi adevăratele puteri din spatele Revoluției. Jocul păstrează tipul third-person și explorarea open-world al seriei, dar introduce și un sistem de luptă restructurat, precum și un sistem parkour și de stealth. Jocul introduce și modul cooperative multiplayer în seria Assassin's Creed, permițând până la patru jucători să completeze misiuni narative, precum și să exploreze harta open-world.
Assassin's Creed Unity a primit recenzii mixte după lansare. Laudele au fost adresate actualizărilor vizuale, luptei și free-running-ului îmbunătățit, opțiunilor de modificare, cadrului, formatului îndreptat modului multiplayer, protagoniștilori complexi, și designului misiunilor principale. Dezvoltarea personajelor și latura emoțională și morală a poveștii au fost lăudate și ele. Criticile au fost adresate poveștii nesatisfăcătoare, gameplay-ului nerafinat, și numeroaselor probleme vizuale și buguri de după lansare. Din cauza numărului ridicat de buguri de după lansare, Ubisoft și-a cerut scuze și a oferit o compensație.
Assassin's Creed Unity a fost urmat de Assassin's Creed Syndicate, care are loc în Londra victoriană, și care s-a lansat în octombrie 2015.

## Gameplay
Sistemul de luptă a fost restructurat, scrima fiind folosită ca model pentru acest sistem. Pe lângă armele din jocurile anterioare, Assassin's Creed Unity introduce și arma Phantom Blade. Această armă folosește mecanicile unui arc pentru a trage cu un proiectil silențios la o distanță mare, dar servește și același rol al armei Hidden Blade din jocurile Assassin's Creed anterioare. Navigarea jocului a fost și ea îmbunătățită: noi comenzi "Free-run up" și "Free-run down" au fost adăugate pentru ca jucătorul să escaladeze clădirile mai ușor și în orice direcție. În plus, Arno învață noi mișcări de parkour pe tot parcursul jocului, dar jucătorul poate achiziționa și abilități noi. Odată cu mulțimile actualizate și mai mari, sunt disponibile și noi interacțiuni cu acestea. Mulțimile prezintă noi activități, apărând organizate, iar jucătorul poate alege să se amestece în ele fără nicio problemă. Exemplele includ despărțirea unui grup de huligani prin scoaterea armei, "aplanarea" unui conflict dintre doi cetățeni prin omorârea unuia dintre ei, care, de obicei, este un Templier, sau urmărirea unui hoț ce tocmai a furat de la cineva.
Pentru prima oară, seria îi permite jucătorului să modifice abilitățile personajului, adoptând un "arbore" de abilități ce îi permite jucătorului să folosească punctele câștigate pentru a-și îmbunătăți abilitățile în stealth, luptă și viață. Jucătorii își pot modifica și armele, armura și echipamentul, pentru a obține stilul de joc propriu. Jucătorii au și o gamă largă de arme, ce includ săbii, topoare, sulițe, puști, pistoale și iteme ce pot fi aruncate, precum bombele cu fum. DLC-ul Dead Kings introduce formidabila armă-ghilotină.
Assassin's Creed Unity introduce și modul cooperative multiplayer în serie. Jucătorii pot intra în taverne, care folosesc ca centru social al jocului, unde poți vedea dacă prietenii se joacă în acel moment. Dacă ei sunt în misiune, vor apărea ca o "fantomă", pemițându-ți să te apropii pentru a le cere să te alături misiunii lor. Dacă ești acceptat, ești trimis în joc, iar amândoi sunteți resetați către cel mai recent checkpoint, de unde puteți continua. În această manieră, se pot alătura până la patru jucători. Jucătorul își va asuma rolul lui Arno, modificat de către el însuși, ceilalți jucători apărând ca și versiunea lor modificată al lui Arno, cu propriul set de echipament, arme și armură. Multe misiuni și activități sunt disponibile pentru modul cooperative (dar pe care jucătorul le poate face și singur), dar există și unele misiuni care sunt disponibile doar pentru modul single player.
Există câteva tie-in-uri importante în aplicația Companion Assassins Creed Unity, o aplicație click "freemium" cu "legături limitate directe cu povestea din Unity". Există un număr de cufere, ținte de asasinat, și alte colectabile vizibile jucătorilor, dar accesibile doar acelora care au completat anumite obiective din aplicație. După o actualizare din februarie 2015, această cerință nu mai este necesară, ceea ce înseamnă că jucătorii care au descărcat actualizarea, pot colecta acum toate cuferele din joc fără a juca aplicația companion.

## Sinopsis

### Personajele
Personajul principal al jocului este Arno Dorian (Dan Jeannotte), francez ce s-a născut la Versailles dintr-un tată Asasin. După ce tatăl său este ucis de Shay Patrick Cormac la sfârșitul lui Assassin's Creed Rogue, Arno este înfiat, neștiind că noua sa familie are legături cu Ordinul Templierilor, noul său tată fiind chiar Marele Maestru al acestora. Arno se învinonvățește atunci când tatăl său adoptiv este ucis și pornește într-o călătorie a răzbunării, ce-l aduce în Frăția Asasinilor, unde avansează, puțin câte puțin, în ierarhie, precum Altaïr Ibn-La'Ahad și Ezio Auditore da Firenze în jocurile anterioare. Arno este îndrăgostit de o Templieră numită Elise De La Serre (Catherine Bérubé), fiica Marelui Maestru Templier ce l-a înfiat pe Arno, care investighează și ea moartea acestuia, dar și rolul asasinării în schimbarea ideologiei Ordinului Templier, ce îi amenință valorile fundamentale. Alte personaje îl includ pe Marchizul de Sade (Alex Ivanovici), Napoleon Bonaparte (Brent Skagford) și Maximilien de Robespierre (Bruce Dinsmore).

### Cadrul
Povestea lui Arno începe la Versailles pe când acesta era copil, dar, în majoritatea poveștii, el se află la Paris. Aventurile sale la Paris se întind de la începutul Revoluției Franceze, în anul 1789, și până la Căderea lui Robespierre, în anul 1794. Cadrul din prezent se concentrează pe Asasinii care îl contactează pe jucător și îi cer ajutorul în explorarea cu Arno din trecut, dar și în a-i ajuta în prezent. Misiunile din modul multiplayer co-operative urmăresc dezvoltarea Frăției Asasinilor în timpul Revoluției Franceze. În plus, au fost introduse în poveste și "anomalii de timp". Accesarea lor îl duce pe Arno în diferite perioade ale istoriei pariziene, precum Parisul din Belle Époque, sau ocuparea acestuia de către Germania Nazistă în timpul celui de-al doilea război mondial.

### Povestea
"Inițiatul" este un jucător al Helix-ului, un aparat produs de Abstergo, care permite accesul la diferite memorii genetice.
Povestea începe cu jucătorul într-o memorie ce are loc în timpul asediului Templului din Paris, în anul 1307, atunci când Marele Maestru al Templierilor, Jacques de Molay, este capturat. În timpul asediului, de Molay îi înmânează unui Templier o sabie și o carte, obiecte pe care Templierul le ascunde într-o criptă, cu puțin timp înainte ca să fie ucis de un Asasin. Memoria derulează apoi către moartea pe rug a lui Molay, atunci când acesta îl blesteamă pe regele Filip al IV-lea cel Frumos și pe Papa Clement al V-lea.
În acel moment, Bishop, care face parte din Frăția Asasinilor, încheie memoria și îl roagă pe jucător să devină inițiat al lor. Bishop are și un videoclip făcut de Abstergo, în care se vorbește despre capturarea unui anumit personaj, Înțeleptul, ce conține ADN precursor (care este un triplu helix mai degrabă decât unul dublu). Tot în acel videoclip, Abstergo vorbește și despre Phoenix Project; un proiect în care Abstergo speră să alcătuiască un întreg genom precursor, din motive necunoscute. Bishop îi garantează acces la un alt fragment de memorie, cu misiunea de a localiza un alt Înțelept, al cărui cadavru ei speră să-l recupereze.
Memoria reîncepe la Versailles în anul 1776, unde Arno Dorian, fiul unui nobil francez, o întâlnește pe Elise De La Serre, fiica Marelui Maestru al Templierilor. După ce tatăl lui Arno este ucis, Marele Maestru De La Serre îl înfiază pe Arno, în ciuda faptului că el știa că tatăl său a fost un Asasin; informație pe care Arno nu o cunoaște. Povestea continuă 13 ani mai târziu, la inițierea lui Elise în Ordinul Templierilor, în anul 1789. Arno este trimis să-i livreze un mesaj dl. De La Serre, dar îl plasează în biroul acestuia pentru a se întâlni cu Elise. După ce se întâlnește cu ea, Arno se furișează afară și îl găsește pe dl. De La Serre omorât în curtea palatului. Arno, acuzat pe nedrept de omorârea lui De La Serre, este capturat de gărzi și închis la Bastilia. Acolo, el găsește niște desene pe pereți și, cu ajutorul abilităților de a lupta, îl impresionează pe Asasinul Bellec. După ce Arno și Bellec evadează în timpul Căderii Bastiliei, Bellec îl invită pe Arno să se alăture Frăției.
Arno se întoarce acasă, unde este gonit de Elise, care îi spune lui Arno că scrisoarea pe care trebuia să i-o trimită tatălui ei era un avertisment despre cei care îi voiau moartea, dar îi mai spune și că ea aparține Ordinului Templierilor. Arno se alătură Frăției asasinilor, unde imploră oportunitatea de a-i găsi și asasina pe Templierii implicați în moartea lui De La Serre, inclusiv pe Regele Cerșetorilor. Cererea sa este acceptată de către Mirabeau, care încercase să obțină pacea dintre Frăție și Ordin împreună cu De La Serre. În timpul investigației, Arno îl salvează pe François-Thomas Germain, un argintar ținut prizonier de către Marele Maestru al Templierilor, Lafreniere. După ce-l omoară pe Lafreniere, care era, de fapt, cel care a scris scrisoarea pentru De La Serre, Arno se întâlnește cu Elise și realizează că Germain este Înțeleptul, dar și cel care a ordonat omorârea lui De La Serre. Consiliul Frăției începe să-i pună la îndoială loialitatea lui Arno, datorită repezelii cu care dorește să-l găsească pe asasinul lui De La Serre.
Realizând că planul lui Germain este de a stârni o revoltă împotriva Regelui Franței, Arno asasinează încă doi oameni, un ofițer ce organiza o revoltă a prizonierilor (căpitanul Frederic Rouille) și unul care strângea mâncare (negustorul Marie Levesque) pentru a da impresia că nobilitatea risipea resurse în timp ce Franța era înfometată. Arno se întâlnește și cu Napoleon Bonaparte, ofițer de artilerie, în timp ce căuta scrisori de la mentorul său, Mirabeau, pentru regele Ludovic, prin Palatul Tuileries, scrisori pe care Templierii le pot folosi ca scuză pentru a-i elimina pe toți Asasini din Franța. Bonaparte l-a ajutat, la ceva timp după, să-l asasineze pe căpitanul Rouille, pe care l-a servit în timpul Masacrelor din Septembrie 1792. În tot acest timp, Arno o salvează pe Elise și o convinge să se alieze cu Frăția, deoarece și trupele ei au fost omorâte de Înțelept. Mirabeau acceptă, sperând să fie favorizat de următorul Mare Maestru al Templierilor, dar este omorât de către Bellec, care intenționează să-i elimine pe toți liderii Asasini, pentru a fi de acord cu ideologiile Templierilor. Refuzând să i se alăture, Arno îl omoară pe Bellec, și scapă de revolte și de asasinarea lui Levesque la puțin timp după, și pleacă cu Elise într-un balon cu aer cald. Arno îi spune lui Elise că încă o iubește.
Cu Revoluția în plină desfășurare, Arno îl urmărește pe Germain până la execuția lui Ludovic al XVI-lea, dar alege să rămână și să o protejeze pe Elise, decât să-l urmărească pe el. Elise îl respinge pentru decizia făcută, iar Arno este exilat din Frăție pentru ignorare de ordine din cauza motivelor personale, ceea ce îl face să intre într-o depresie alcoolică. Arno stagnează pentru câteva luni, dar este găsit la Versailles de către Elise, care îl convine să se reîntoarcă, deoarece Parisul este pe cale de distrugere, în timpul Domniei Terorii. Arno se întoarce la Paris unde, cu ajutorul lui Elise, compromite reputația lui Maximilien de Robespierre, pe care Germain, acum Mare Maestru al Templierilor, l-a desemnat pentru a menține haos în timpul de revoluție. După ce Arno și Elise îl găsesc pe Robespierre, care s-a încuiat în birou pentru a se feri de arestare, Elise îl împușcă pe Robespierre în falcă și îl pune să scrie locația lui Germain.
Arno se confruntă cu Germain în vârful Templului, doar pentru a afla că el are acum Sabia Edenului. Lupta se termină, eventual, în aceeași criptă în care a început jocul, unde Arno îl atacă pe Germain, dar, imediat după aceea, este prins sub dărâmături. Elise încearcă, la început, să-l scoată pe Arno de sub dărâmături, dar nu reușește, și se duce să-l confrunte pe Germain singură. Arno reușeste să se elibereze și fuge pentru a o proteja pe Elise de Sabie, ce urma să explodeze, dar această explozie o omoară pe Elise și îl rănește mortal pe Germain. Arno îl omoară, apoi, pe Germain, care îi confirmă că el este Înțeleptul și că dorința lui era de a-i elimina pe toți cei din Ordinul Templier care au uitat de învățăturile lui de Molay.
Jocul se încheie cu Arno care explică că ideile sale despre Frăție s-au schimbat și că promite să vegheze asupra Parisului, precum și că o să păstreze memoria lui Elise în viață. Ani mai târziu, Arno, devenind Maestru Asasin, recuperează trupul lui Germain din Templu și îl plasează în Catacombele Parisului. Bishop, ușurată că a aflat acest lucru, este acum încrezătoare că Abstergo nu-l va găsi.

#### Dead Kings
DLC-ul Dead Kings are loc la o săptămână după moartea lui Germain. Arno, încă devastat de moartea lui Elise, găsește adăpost la Saint-Denis. El este contactat de către Marchizul de Sade într-o tavernă, care îi cere ajutorul în găsirea manuscrisului lui Nicolas de Condorcet, ascuns în mormântul lui Louis al IX-lea de sub oraș, în schimbul unui vas ce-l va duce pe Arno către Egipt. 
În timpul căutării sale, Arno întâlnește un grup de jefuitori de morminte, conduși de căpitanul Philippe Rose, un subaltern al lui Napoleon Bonaparte, care își dorește să recupereze un artefact aflat într-un templu al Precursorilor, îngropat sub biserica orașului. El află și că manuscrisul a fost găsit de un copil, Léon, care a fost capturat de către jefuitori. Arno îl salvează pe Léon și găsește manuscrisul, dar refuză să-l ajute în oprirea jefuitorilor. Își schimbă gândurile după implorările lui Léon, dar și după ce are o viziune cu Elise. 
După ce descoperă locația templului, și recuperează cheia de la unul dintre ofițeii lui Napoleon, Arno reușește să deschidă ușa templului. Este atacat prin surprindere, însă, de Rose, care încearcă să îi ia artefactul. Arno supraviețuiește ambuscadei, și ajunge la artefact înaintea lui Rose și a oamenilor săi. După ce îl omoară pe Rose, Arno găsește artefactul, o lanternă în formă unui cap, ce conține o Piesă a Edenului sferică, pe care o folosește să scape de jefuitori și să iasă din templu. El se întâlnește, mai târziu, cu de Sade, într-o tavernă, unde îi înmânează manuscrisul. Într-un final, Arno decide să rămână în Franța și contactează Frăția pentru a trimite Piesa Edenului în Egipt, departe de Napoleon, care este arestat pentru dezertare și trădare.

## Dezvoltare
Dezvoltarea jocului a început la puțin timp după terminarea jocului din 2010, Assassin's Creed: Brotherhood, echipa de bază împărțindu-se la începutul dezvoltării lui Assassin's Creed III. Pe 19 martie 2014, capturi de ecran timpurii au fost publicate, precum și titlul Unity. Informațiile spuneau că Unity va avea o locație și o perioadă nouă, Parisul în timpul Revoluției Franceze, un nou asasin, dar și că se va lansa la sfârșitul anului 2014 pentru platformele PlayStation 4 și Xbox One. Pe 21 martie, Ubisoft a confirmat existența jocului, acesta fiind în dezvoltare de mai bine de trei ani, prin lansarea unui videoclip de gameplay pre-alpha. Ei au confirmat și că data de lansare va fi în perioada octombrie-decembrie 2014, dar și că va exista și o lansare pentru Windows. Scenaristul Ubisoft, Jeffrey Yohalem, a dezvăluit că Revoluția Franceză va fi cadrul jocului, iar în acest fel, împreună cu perioada Revoluției Americane din Assassin's Creed III, se vor confirma simbolurile de la sfârșitul lui Brotherhood. Ubisoft Montreal a fost studioul principal care a condus dezvoltarea jocului, fiind în colaborare cu alte studiouri Ubisoft de pe glob, precum Toronto, Kiev, Singapore, Shanghai, Annecy, Montpellier, București, Quebec și Chengdu.
La E3 2014, au fost arătate trailere ale jocului, în care a fost dezvăluit modul cooperative multiplayer, de până la patru jucători, fiind primul din serie care are această posibilitate. Unul dintre trailere conținea melodia Everybody Wants to Rule the World, după un cover al lui Lorde, produs de Michael A. Levine și Lucas Cantor. Echipa de dezvoltare folosit noua putere a consolelor PlayStation 4 și Xbox One pentru a îmbunătăți mulțimile de NPC-uri. Pot apărea până la 1000 de indivizi AI în mulțime, fiecare acționând și reacționând independent față de fiecare și față de jucător. Versiunea pentru PC folosește tehnologia GameWorks a celor de la Nvidia, ce folosește tehnologiile TXAA anti-aliasing, advanced DX11 tessellation și Nvidia PhysX, datorită unui parteneriat dintre Ubisoft și Nvidia.
Designerul principal al jocului, Benjamin Plich, a declarat că jocul va fi mai dificil decât cele anterioare, acest lucru datorându-se înlăturării butonului de atac și gărzilor mai numeroase. Plich a spus și că jocul va conține abilitatea sincronizată Double Assassinations.
În august 2014, Assassin's Creed Rogue a fost anunțat pentru PlayStation 3 și Xbox 360 și a fost dezvăluit că are legătură cu povestea lui Unity.
Jocul este scris într-o combinație de C++ cu C#, fiind aproximativ 15,5 milioane linii de cod din primul limbaj și cinci milioane din al doilea.

### Consultarea istorică
Pe 6 octombrie 2014, Ubisoft a publicat o listă a academicienilor istorici ce au contribuit la joc, precum Laurent Turcot, profesor la Universitatea din Québec, chemat pentru a descrie viața de zi-cu-zi din Parisul secolului al XVIII-lea, și Jean Clement Martin, profesor la Sorbona, chemat pentru a revizui scenariul.
La fel ca alte jocuri ale seriei, Unity conține numeroase obiective istorice, precum Turnul Eiffel, Catedrala Notre-Dame și Statuia Libertății.

## Lansare
Jocul era plănuit inițial să fie lansat pe 28 octombrie 2014. Cu toate acestea, pe 28 august 2014, a fost amânat pentru 11 noiembrie 2014 în America de Nord și pentru 13 noiembrie 2014 în regiunile PAL. Vorbind de această amânare, Vincent Pontbriand, producător la Ubisoft, a spus că: "În timp ce ne apropiam de final, am realizat că suntem aproape de țelul nostru, dar că mai avem nevoie de încă puțin timp pentru a ne asigura că Assassin’s Creed Unity va fi excepțional.” Cu toate acestea, jocul a primit un patch încă din prima zi de la lansare, acesta conținând actualizări pentru joc.

## Controverse

### Opțiunea genului în modul cooperative
"Suntem conștienți de îngrijorarea asupra diversității în narațiunea jocurilor video. Assassin's Creed este dezvoltat de o echipă multiculturală, cu diferite credințe și convingeri și sperăm că această atenție asupra diversității să se reflecte în cadrul jocurilor noastre, precum și în personajele noastre. Assassin's Creed Unity se concentrează pe istoria personajului principal, Arno. Chiar dacă te joci de unul singur sau co-op, tu, jucătorul, vei fi mereu Arno, și vei avea mereu gama de arme și abilități care te vor face să te simți unic. În legătură cu diversitatea personajelor Asasini, i-am creat pe Aveline, Connor, Adewale și Altaïr în jocurile Assassin's Creed și continuăm să creăm și alte tipuri de personaje. Dorim să-ți arătăm unele dintre cele mai puternice personaje feminine în Assassin's Creed Unity." 
După ce modul cooperative multiplayer a fost dezvăluit la conferința E3 2014, informații adiționale în legătură cu acest mod au venit de la regizorul Alex Amancio și James Therien. Amancio a declarat că modul nu include posibilitatea de a juca cu un personaj feminin, din cauza "realității de producere". Amancio a adăugat: "Sunt multe animații, multe voci, și multe efecte vizuale. În special pentru că avem asasini ce pot fi modificați. A fost foarte multă muncă în plus," a spus Therien. Designerul Bruno St-André a declarat că aproximativ 8.000 de animații adiționale ar trebui recreate pentru un personaj feminin.
Acest lucru a creat vâlvă în anumite magazine de jocuri. Brenna Hillier de la VG247 a notat că au fost nouă studiouri Ubisoft care au lucrat la joc, și a spus că: "Ubisoft a formulat o scuză obosită, stupidă, și continuă ciclul de sexism din industria jocurilor video." Tim Clark de la PC Gamer a spus că: "jocurile Assassin's Creed anterioare au avut personaje feminine în modul multiplayer, [și] că Brotherhood conținea susținere din partea altor asasini, mulți dintre ei fiind femei, deci nu poți spune că este imposibil de făcut." Clark a făcut și referire la răspunsul pe care Amancio și Therien l-au dat și a completat: "cât de mult și-a dorit echipa să includă personaje feminine sugerează... că această decizie nu a fost luată rapid la nivel intern." Fost designer pentru Assassin's Creed, Jonathan Cooper, a răspuns: "În opinia mea, estimez că această muncă ar dura o zi sau două. Nu o înlocuire de 8.000 animații." El a mai spus și că Aveline de Grandpré, protagonistul feminin din Assassin's Creed III: Liberation, "conține mai multe animații ale lui Connor Kenway decât Edward Kenway." Fanii au creat și petiții în care le cereau celor de la Ubisoft să-și schimbe decizia făcută. În plus, un alt fost designer pentru Assassin's Creed, Patrice Désilets, a comentat că argumentul lui Amancio a fost valid, dar că Ubisoft ar trebui să facă efortul pentru a permite schimbarea de gen al personajului.
Amancio a încercat să înlăture orice confuzie, spunând că: "Înțeleg care este problema, îi înțeleg cauza, care este una nobilă, dar nu cred că este relevant în cazul lui Unity. În Unity, ești în pielea acestui personaj, Arno, și atunci când te joci co-op tot în pielea lui Arno ești – toată lumea este. E la fel ca în cazul lui Aiden Pearce în Watch Dogs... Arno are diferite abilități - selectezi puncte pentru abilități în joc, există unele elemente care au un impact, iar toate acele arme disponibile te ajută să-ți creezi propriul personaj. Dar tot în pielea lui Arno joci... Motivul pentru care am schimbat doar fața și am păstrat restul corpului este acela de a-ți arăta propriul arsenal, obținut prin explorare. De aceea am păstrat acest lucru."

### Paritatea platformelor
În octombrie 2014, producătorul Ubisoft, Vincent Pontbriand, a declarat că toate versiunile pentru console vor avea rezoluția de 900p. Acest lucru a fost făcut "...pentru a evita certurile și toate cele." Mulți au făcut referire la faptul că platformele PlayStation 4 și Xbox One sunt comparate constant în media pentru puterea lor, presupunându-se că rezoluția versiunii pentru platforma PlayStation 4 a fost redusă pentru a ajunge la egalitate cu cea pentru Xbox One, dar Ubisoft a negat că acesta ar fi fost motivul.
În schimb, Pontbriand a declarat că decizia egalității a venit din cauza limitelor impuse de procesoarele consolelor. Numărul de NPC și cantitatea generală de AI erau literă de lege pentru ca jocul să rămână la 30 de cadre pe secundă.

## Recepție

### Reacția criticilor
Assassin's Creed Unity a primit recenzii mixte după lansare. Site-urile web GameRankings și Metacritic i-au dat versiunii pentru Microsoft Windows un rating de 73.33%, și, respectiv, 70/100, versiunii pentru Xbox One un rating de 70.18%, și, respectiv, 72/100, iar celei pentru PlayStation 4 un rating de 68.11%, și, respectiv 70/100. Matt Miller de la Game Informer i-a acordat jocului o notă de 8/10, lăudând mediul înconjurător și arhitectura, vocea personajelor, misiunile strategice, gameplay-ul plin de provocări și misiunile echilibrate, dar a criticat controlul, precum și problemele tehnice. El a adăugat că atât sistemul de navigare, cât și cel de luptă, trebuie îmbunătățite. Louise Blain de la GamesRadar i-a acordat jocului o notă de 4/5, lăudând atmosfera, designul misiunilor, mecanicile de free-running, abilitatea de a modifica radical personajul și sistemul de luptă. Cu toate acestea, ea a criticat cadrele pe secundă scăzute și AI-ul slab al inamicilor.
Chris Carter de la Destructoid i-a acordat jocului o notă de 7/10, lăudând sistemul de mișcare, personajele principale, cadrul emblematic și animațiile rafinate. Noile adăugări, precum cel al posibilității de a modifica personajul și densitatea mare a mulțimilor, au fost apreciate și ele. Cu toate acestea, el a criticat povestea predictibilă, problemele tehnice și designul misiunilor co-op multiplayer, fiind imposibil să joci anumite misiuni și singur. El a concluzionat: "Unity se simte ca un pas înapoi. ... Îi lipsește acea senzație de explorare a mărilor, întâlnită în Assassin's Creed IV: Black Flag, sau pe cea a explorării sălbăticiei, întâlnită în Assassin's Creed III, dar este o călătorie ce merită parcursă dacă ești fan al seriei." Tom Bramwell de la Eurogamer i-a acordat jocului o notă de 7/10, lăudând cadrul, conținutul bogat, povestea înălțătoare și misiunile opționale interesante. Cu toate acestea, el a criticat designul familiar și neimaginativ al misiunilor, precum și mecanica free-running și lipsa posibilității de modificare a armelor. El a descris jocul ca o "oportunitate pierdută".
Marty Silva de la IGN i-a acordat jocului o notă de 7.8/10, lăudând recreerea Parisului și ideile ambițioase prezentate în modul multiplayer, dar criticând stealth-ul nerafinat, povestea slabă și lipsa unui personaj principal hotărât. El a concluzionat: "noul joc Assassin’s Creed este magnific, distractiv și o dovadă vie a conceptului ce se înfățișează jocurilor viitoare ale seriei, dar eu nu l-aș numi revoluționar."
Tom Senior de la PC Gamer i-a acordat jocului o notă de 65/100, spunând că: "Unity ar putea deveni o parte distractivă a seriei Assassin's Creed. Are o campanie elevată, cu asasinări de calitate și un cadru extraordinar, dar cu multe probleme tehnice și de performanță, microtranzacții și sisteme de navigare și luptă prea pompoase; Unity—în stadiul actual—nu poate fi considerat decât o revoluție eșuată." Sam Prell de la Joystiq i-a acordat jocului o notă de 2.5/5, spunând că: "Nu este greu de apreciat ceea ce lui [Unity] i-a reușit și te vei distra dacă vei convinge niște prieteni să vă jucați co-op, dar sunt imposibile de ignorat lucrurile care nu i-au ieșit lui Unity." PC World a spus că jocul "este un nou minim pentru seria Assassin's Creed." Recenzia a criticat Assassin's Creed Unity și pentru gameplay-ul slab, dar și pentru cerințele minime prea ridicate. Similar, CNET a spus că: "[î]n timp ce îi va mulțumi pe fanii Assassin's Creed, Unity se împiedică și pare că nu își găsește echilibrul."
În decembrie 2015, Game Informer a clasat jocul pe locul opt în ierarhia seriei Assassin's Creed.

### Răspunsul celor de la Ubisoft
CEO al Ubisoft Montreal, Yannis Mallet, și-a cerut scuze în numele studioului pentru lansarea eșuată a lui Unity, declarând că: "calitatea jocului a fost scăzută, datorită bugurilor și problemelor tehnice", care nu i-au lăsat pe jucători să "exploreze jocul la potențialul lui maxim". Datorită plângerilor, Ubisoft a anunțat că va opri vânzarea de season pass-uri și Gold Edition ale jocului, dar și că va oferi primul DLC al campaniei, intitulat Dead Kings, gratis. În schimb, celor care apucaseră să achiziționeze season pass-uri le-au fost oferite o copie gratis a unuia dintre următoarele șase jocuri Ubisoft: Assassin's Creed IV: Black Flag, The Crew, Far Cry 4, Just Dance 2015, Rayman Legends sau Watch Dogs, dar și promisiunea că "vor avea, în continuare, acces la o varietate de conținut adițional [pentru Unity], inclusiv Assassin’s Creed Chronicles: China". Pentru a dobândi jocul, însă, utilizatorii trebuiau să renunțe la dreptul de a da în judecată Ubisoft pentru inconveniențele create.
În februarie 2016, Ubisoft a anunțat că nu se vor mai lansa jocuri Assassin's Creed în acest an, citându-se problemele lui Unity, compania franceză declarând și că: "am învățat multe datorită feedback-ului vostru." În această declarație, Ubisoft a promis să evolueze mecanicile jocului pentru a crea "jocuri mai distractive". Această știre poate avea conexiuni cu raportul financiar al celui de-al treilea trimestru de la Ubisoft, lansat în aceeași zi, care spune că Assassin'd Creed Syndicate a avut "o lansare mai slabă decât a fost așteptat."

### Criticile Partidului Francez de Stânga
Partidul Francez de Stânga și liderul acestuia, Jean-Luc Mélenchon, au criticat interpretarea istorică a jocului asupra Revoluției Franceze, care îl arăta pe Robespierre ca un "monstru însetat de sânge" și pe Marie Antoinette ca o "fetiță sărmană". El a descris versiunea celor de la Ubisoft a perioadei istorice ca o "propagandă" ce accentuează părerile de auto-ură prezente în toată Franța. Mélenchon și-a exprimat criticile în multiple apariții în mass-media, spunându-le celor de la New York Times că, “Pătarea marii revoluții este o treabă murdară care încearcă să incite Franța cu și mai mult auto-dezgust și vorbe de declin. Dacă o ținem tot așa, doar religia și culoarea pielii vor mai rămâne identitate comună pentru francezi.” 
Alexis Corbière, secretarul național al Partidului Francez de Stânga, a declarat că: "jocul transmite toate clișeele contrarevoluționare uitate de două secole". El a mai adăugat: "Tuturor celor care achiziționează Assassin's Creed Unity, vă urez distracție plăcută. Dar vă mai spun și că a te juca nu înseamnă a nu gândi. Jucați-vă, dar nu vă lăsați manipulați de propagandă".
Fără a face referire în particular la aceste critici, într-un interviu acordat revistei Time din 6 octombrie 2014, regizorul jocului, Alex Amancio, a spus că: "Ceea ce noi încercăm să facem, și cred că ăsta este lucrul după care ne ghidăm, este de a evita reducerea istoriei... Încercăm din răsputeri să arătăm lucrurile pe cât de adevărat se poate." Cu toate acestea, producătorul jocului, Antoine Vimal du Monteil, a spus că: "Assassin's Creed Unity este un joc video, nu o lecție de istorie."

### Vânzări
Până la data de 31 decembrie 2014, Ubisoft a vândut, adunat, peste 10 milioane de copii ale jocurilor Assassin's Creed Unity și Assassin's Creed Rogue.